# Mohamed Ali Moncer
Mohamed Ali Moncer (Sfax, 28 aprile 1991) è un calciatore tunisino, centrocampista dell'Al-Muharraq in prestito dallo Sfaxien e della Nazionale tunisina.

## Carriera

### Club
Ha sempre militato nello Sfaxien, squadra del campionato tunisino, con cui ha conquistato il titolo di campione di Tunisia nella stagione 2012-2013.

### Nazionale
Esordisce nella Nazionale di calcio tunisina l'11 gennaio 2015 nell'amichevole pareggiata 1-1 contro l'Algeria. Il 18 gennaio seguente, in occasione della partita di Coppa d'Africa contro Capo Verde terminata 1-1, sigla il gol del momentaneo vantaggio.

## Statistiche

### Cronologia presenze e reti in Nazionale
| Cronologia completa delle presenze e delle reti in nazionale ― Tunisia | Cronologia completa delle presenze e delle reti in nazionale ― Tunisia | Cronologia completa delle presenze e delle reti in nazionale ― Tunisia | Cronologia completa delle presenze e delle reti in nazionale ― Tunisia | Cronologia completa delle presenze e delle reti in nazionale ― Tunisia | Cronologia completa delle presenze e delle reti in nazionale ― Tunisia | Cronologia completa delle presenze e delle reti in nazionale ― Tunisia | Cronologia completa delle presenze e delle reti in nazionale ― Tunisia |
| Data                                                                   | Città                                                                  | In casa                                                                | Risultato                                                              | Ospiti                                                                 | Competizione                                                           | Reti                                                                   | Note                                                                   |
| ---------------------------------------------------------------------- | ---------------------------------------------------------------------- | ---------------------------------------------------------------------- | ---------------------------------------------------------------------- | ---------------------------------------------------------------------- | ---------------------------------------------------------------------- | ---------------------------------------------------------------------- | ---------------------------------------------------------------------- |
| 11-1-2015                                                              | Radès                                                                  | Tunisia                                                                | 1 – 1                                                                  | Algeria                                                                | Amichevole                                                             | -                                                                      | 77’                                                                    |
| 18-1-2015                                                              | Ebebiyín                                                               | Tunisia                                                                | 1 – 1                                                                  | Capo Verde                                                             | Coppa d'Africa 2015 - 1º turno                                         | 1                                                                      |                                                                        |
| 22-1-2015                                                              | Ebebiyín                                                               | Zambia                                                                 | 1 – 2                                                                  | Tunisia                                                                | Coppa d'Africa 2015 - 1º turno                                         | -                                                                      | 66’                                                                    |
| 26-1-2015                                                              | Bata                                                                   | RD del Congo                                                           | 1 – 1                                                                  | Tunisia                                                                | Coppa d'Africa 2015 - 1º turno                                         | -                                                                      | 77’                                                                    |
| 26-1-2015                                                              | Bata                                                                   | Tunisia                                                                | 1 – 2                                                                  | Guinea Equatoriale                                                     | Coppa d'Africa 2015 - Quarti di finale                                 | -                                                                      | 85’                                                                    |
| 27-3-2015                                                              | Ōita                                                                   | Giappone                                                               | 2 – 0                                                                  | Tunisia                                                                | Amichevole                                                             | -                                                                      | 54’                                                                    |
| 31-3-2015                                                              | Nanchino                                                               | Cina                                                                   | 1 – 1                                                                  | Tunisia                                                                | Amichevole                                                             | 1                                                                      | 35’                                                                    |
| 19-10-2015                                                             | Radès                                                                  | Tunisia                                                                | 1 – 0                                                                  | Libia                                                                  | Q. Campionato delle Nazioni Africane 2016                              | -                                                                      | 66’                                                                    |
| 25-10-2015                                                             | Radès                                                                  | Tunisia                                                                | 2 – 3                                                                  | Marocco                                                                | Q. Campionato delle Nazioni Africane 2016                              | -                                                                      | 73’                                                                    |
| 13-11-2015                                                             | Nouakchott                                                             | Mauritania                                                             | 1 – 2                                                                  | Tunisia                                                                | Qual. Mondiali 2018                                                    | -                                                                      | 46’                                                                    |
| 17-11-2015                                                             | Tunisi                                                                 | Tunisia                                                                | 2 – 1                                                                  | Mauritania                                                             | Qual. Mondiali 2018                                                    | -                                                                      | 8’                                                                     |
| 18-1-2016                                                              | Kigali                                                                 | Tunisia                                                                | 2 – 2                                                                  | Guinea                                                                 | Campionato delle Nazioni Africane 2016                                 | -                                                                      | 54’                                                                    |
| 22-1-2016                                                              | Kigali                                                                 | Tunisia                                                                | 1 – 1                                                                  | Nigeria                                                                | Campionato delle Nazioni Africane 2016                                 | -                                                                      |                                                                        |
| 26-1-2016                                                              | Kigali                                                                 | Tunisia                                                                | 5 – 0                                                                  | Niger                                                                  | Campionato delle Nazioni Africane 2016                                 | -                                                                      | 61’                                                                    |
| 31-1-2016                                                              | Kigali                                                                 | Tunisia                                                                | 1 – 2                                                                  | Mali                                                                   | Campionato delle Nazioni Africane 2016                                 | -                                                                      | 49’                                                                    |
| 25-3-2016                                                              | Monastir                                                               | Tunisia                                                                | 1 – 0                                                                  | Togo                                                                   | Qual. Coppa d'Africa 2017                                              | -                                                                      | 75’                                                                    |
| 29-3-2016                                                              | Lomé                                                                   | Togo                                                                   | 0 – 0                                                                  | Tunisia                                                                | Qual. Coppa d'Africa 2017                                              | -                                                                      | 89’                                                                    |
| 21-9-2019                                                              | Radès                                                                  | Tunisia                                                                | 1 – 0                                                                  | Libia                                                                  | Qualif. CHAN 2020                                                      | -                                                                      | 68’                                                                    |
| Totale                                                                 |                                                                        | Presenze                                                               | 18                                                                     |                                                                        | Reti                                                                   | 3                                                                      |                                                                        |

## Palmarès

### Club

#### Competizioni nazionali
- Campionato tunisino: 1

Sfaxien: 2012-2013

#### Competizioni internazionali
- Coppa della Confederazione CAF: 1

Sfaxien: 2013